# Compsibidion polyzonum
Compsibidion polyzonum là một loài bọ cánh cứng trong họ Cerambycidae.